# Австралийский совиный козодой
Австрали́йский сови́ный козодо́й, или хохлатый совиный козодой, или австралийский совиный лягушкорот, или карликовый белоног (лат. Aegotheles cristatus), — птица из семейства совиных козодоев с тёмно-серым оперением сверху и более светлым — снизу, пятнами-маркерами или полуворотником сзади. Для этих птиц, обитающих на открытом пространстве, характерны слегка вытянутые и заострённые крылья, они много времени проводят на земле и у них сильные лапы. Птицы питаются насекомыми, которых ловят на ветке или в коротком полёте, иногда собирают с земли. Гнездо строят в дупле оба родителя, самка откладывает четыре яйца и насиживает их 25—27 дней, самцы обычно сидят на соседних деревьях. Вылупившиеся птенцы имеют густой длинный белый пух и вылетают из гнезда через 21—29 дней после появления на свет.
Австралийский совиный козодой был впервые описан английским зоологом Джорджем Шоу в 1790 году. Австралийские совиные козодои находятся в близком родстве с полосатыми совиными козодоями (Aegotheles bennettii) и Aegotheles affinis, в разное время учёные считали их конспецифическими видами. Учёные выделяют два подвида: один обитает в Австралии и на юго-востоке Новой Гвинеи, другой — на острове Тасмания.

## Описание

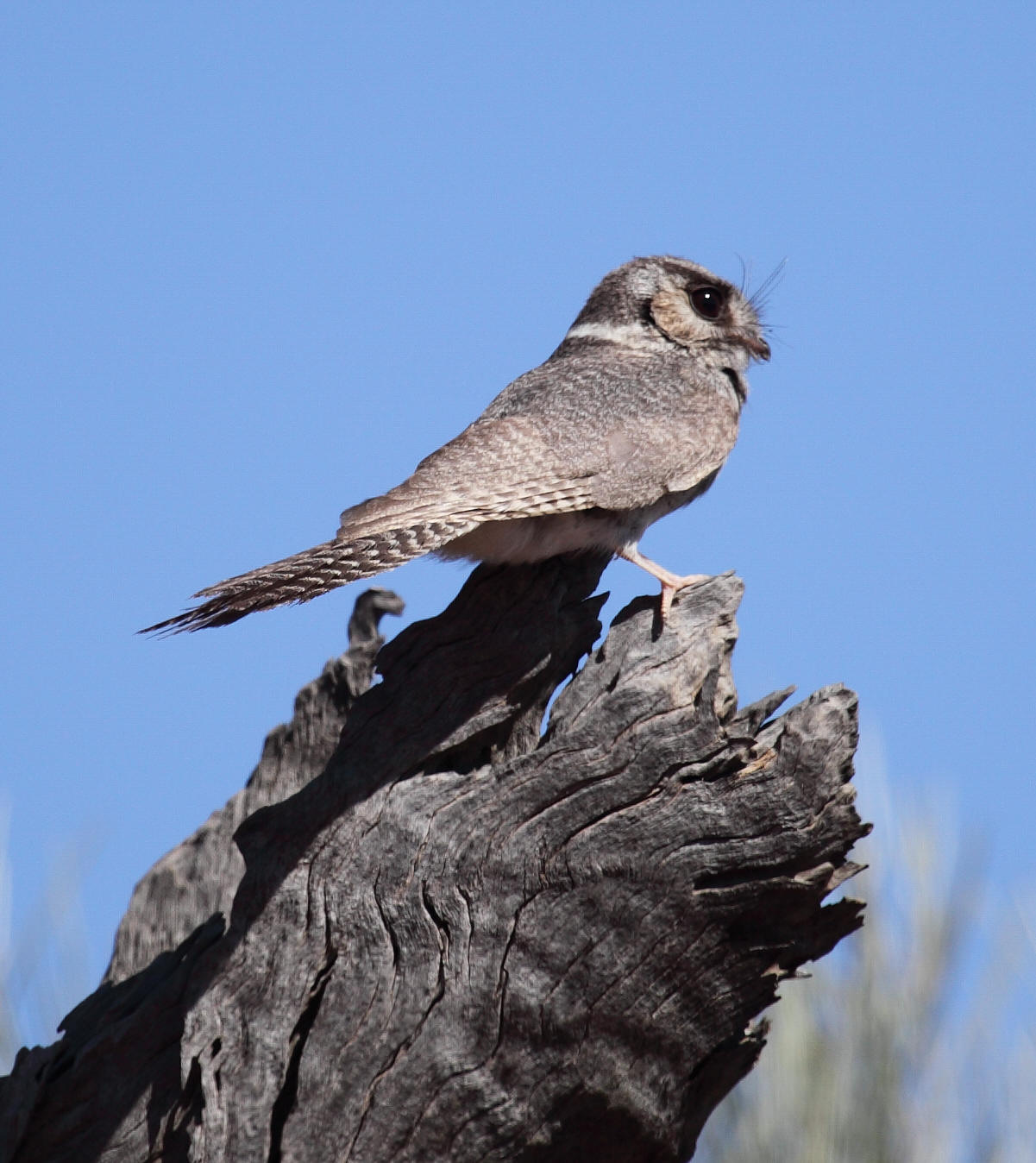
В Северной территории

Совиный козодой с телом длиной 21—25 см и массой 35—65 г. Оперение сверху тёмно-серое, со светлыми пятнами-маркерами и тонкими полосками, иногда встречается полуворотник или рисунок на темени. Оперение снизу светлее, с тонкими коричневыми полосками. Хорошо заметны светлые брови и тёмные полосы от глаз к затылку и по краю лицевого диска. Половой диморфизм выражен слабо, однако самки австралийского козодоя встречаются серой и рыжей цветовой морфы, в то время как яркая рыжая морфа не встречается у самцов. Возможно, данный полиморфизм не является истинным, так как встречаются
птицы, в том числе самцы, с промежуточной окраской. Молодые особи в целом похожи на взрослых, у них более мягкое оперение, короткий хвост и короткие вибриссы. Узор на темени может быть слабо выражен, или не выражен вовсе.
В разных регионах птицы имеют свои морфологические особенности. На севере ареала они крупнее; на юго-востоке Австралии — темнее, а на северо-западе — светлее, что противоречит правилу Бергмана — широко распространённой модели распределения, когда крупные птицы обычно встречаются в более холодных регионах.. В засушливых внутренних районах Австралии птицы обычно бледнее и рыжее, чем во влажных регионах, покрытых лесами. По всей видимости, оперение птиц соответствует преобладающим цветам почвы и скрывает их от хищников. В отличие от остальных совиных козодоев, обитающих в лесах и имеющих округлые и притуплённые крылья, крылья австралийского совиного козодоя слегка вытянуты и заострены. Как и черноспинный совиный козодой (Aegotheles savesi), этот вид проводит много времени на земле и у него сильные лапы. У подвида Aegotheles cristatus tasmanicus, обитающего в Тасмании, оперение сверху окрашено равномерно в тёмно-серый цвет, птицы немного меньше номинативного подвида, с более коротким хвостом. У самцов тасманского подвида они имеют длину 119 мм против 129—137 мм у номинативного подвида. Хвост — 99 мм против 111—120 мм.

## Поведение

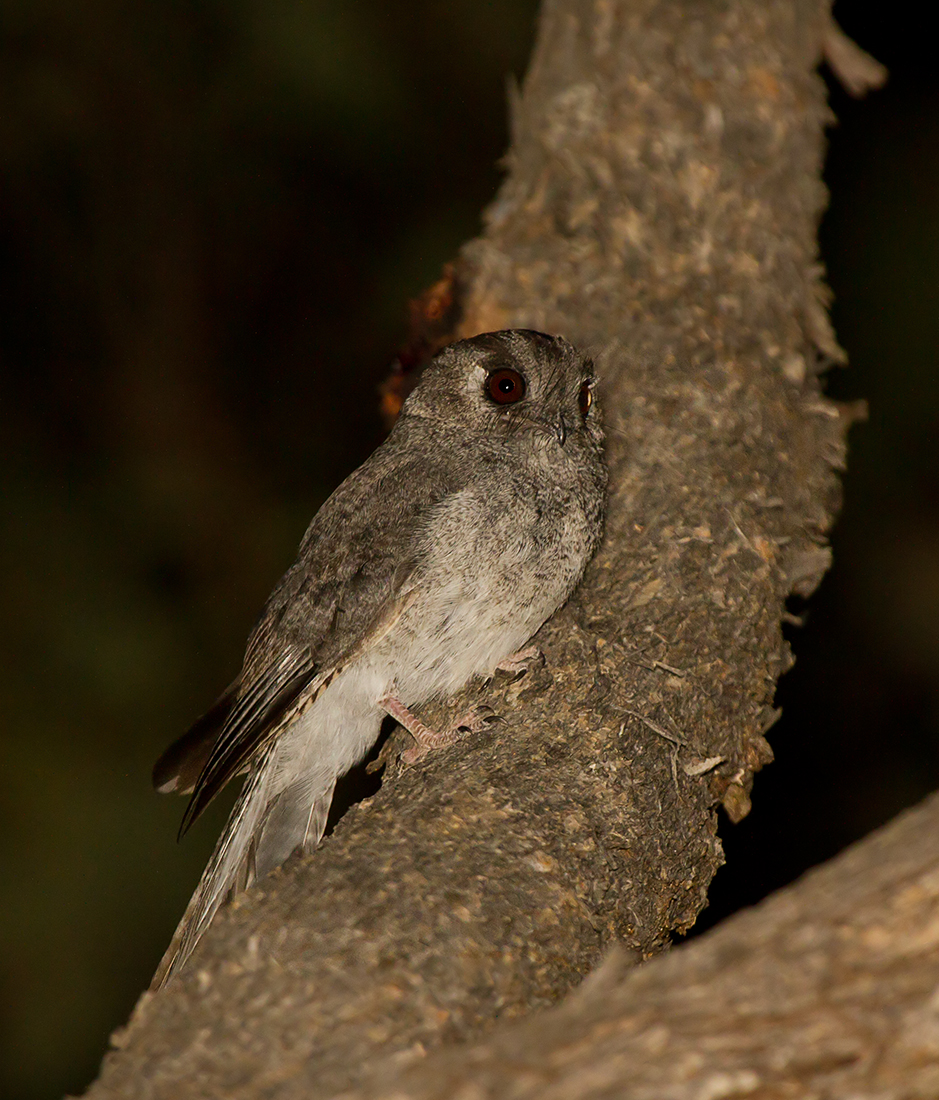
Ночью

Как и остальные представители семейства, австралийские совиные козодои ведут преимущественно ночной образ жизни. Первые европейцы на континенте называли австралийского совиного козодоя «little nightjar» (дословно, «малый козодой»), «fairy owl» («сова-фея»), «little owl» («малая сова») «moth owl» («сова-мотылёк»). Коблик отметил, что русское название карликовый белоног, которое использовалось раньше, только вносит путаницу.
Обычно они пережидают день в дуплах деревьев, реже используют расщелины в скалах и берегах, углубления в насыпях термитов, старые гнёзда шилоклювых тимелий (Pomatostomus), а также крыши заброшенных домов. Птицы настолько незаметны днём, что доступная информация об особенностях их поведения и размножения зачастую носит эпизодический характер. Они выбирают дупла на высоте 2—8 м от земли, изредка — до 11 м. Глубина дупла обычно небольшая, но может достигать двух метров. Птицы отдыхают в одном и том же дупле на протяжении нескольких лет или имеют до шести подходящих мест на замену. Если дерево, в дупле которого находится птица, потревожено, то она обычно быстро вылетает из него и сразу направляется в другое убежище. Впрочем, иногда совиные козодои остаются у входа в дупло, а позже возвращаются в него. Холодной зимой птиц видели днём греющимися на солнце в дупле напротив входа. Даже во время сна австралийские совиные козодои остаются настороже: птицы приседают, ложась грудью на поверхность и пряча ноги под телом, однако голова остаётся поднятой.
Репертуар австралийских совиных козодоев, вокализация которых описана лучше, чем у других представителей семейства, заметно меньше, чем у австралийских широкоротов (Podargus) или у обычных козодоев (Caprimulgus), и включает четыре типа звуковых сигналов. Самым распространённым из них является высокий вибрирующий «чирр-чиирр», которую птицы повторяют по два—три раза, и которая служит для обозначения территории. Чаще всего этот сигнал звучит перед самым закатом и на рассвете, изредка в середине ночи. Птицы издают его сидя или в полёте, иногда днём из дупла, при этом сигнал получается громче и резче. Во время сезона размножения потревоженные взрослые птицы могут шипеть. Молодые птенцы производят низкие просящие трели. Взрослые птицы могут отвечать на них, а также призывать своих птенцов вылететь из гнезда высоким «yuk». Учёные отметили, что интенсивность звуковых сигналов повышается в октябре и феврале и в 2—4 раза превышает таковую в период с марта по сентябрь. Октябрьский всплеск, по всей видимости, объясняется брачным поведением, в то время как февральский, возможно, связан с тем, что птенцы в это время остаются под охраной взрослых птиц.

## Распространение
Австралийский совиный козодой обитает в Австралии и на острове Новая Гвинея на территории Папуа — Новая Гвинея. Площадь ареала составляет 7 700 000 км². Высота над уровнем моря достигает 1000 м, в Квинсленде птицы могут подниматься выше. Это единственный совиный козодой, обитающий в Австралии, но один из многих — в Новой Гвинее, где его внешне легко перепутать с полосатым совиным козодоем (Aegotheles bennettii). Вместе с тем, австралийский совиный козодой предпочитает открытые леса и саванны, где почти невозможно встретить других представителей семейства.
Австралийские совиные козодои обитают в открытых лесах, на деревьях вдоль водотоков, в кустарниках эвкалипта (Eucalyptus) и акации (Acacia), в склерофилловых лесах, тропических лесах и в малли (зарослях низкорослых кустарниковых видов эвкалипта). Они предпочитают зрелые леса и высокие кустарники. Крайне редко птиц отмечали в высоких манграх, влажных тропических лесах или на полях. В Новом Южном Уэльсе, на участках, где проводились исследования особенностей размножения данного вида, фауна была в основном представлена Eucalyptus caliginosa, эвкалипта Блэкли (Eucalyptus blakelyi), эвкалипта прутовидного (Eucalyptus viminalis) и эвкалипта медовопахнущего (Eucalyptus melliodora), а подлесок практически отсутствовал, земля была преимущественно покрыта травой. В Новой Гвинее австралийского совиного козодоя наблюдали в саванне.
Птицы ведут оседлый образ жизни и защищают свои территории, которые в основном связаны с наличием подходящих мест для ночлега. Размеры территорий обычно варьируют от 50 до 100 га, но редко бывают больше 80 га. В некоторых частях штата Виктория территории имеют очень маленькие размеры и едва превышают 10 га. В центральной Австралии и Новом Южном Уэльсе, где обитает больше всего птиц, размеры территорий составляют 17,5 и 24 га, соответственно. Время от времени происходят некоторые кочёвки и рассеивания, благодаря чему ареал данного вида включает острова Батерст, Мелвилл, Фрейзер, Кенгуру, Тасмания и Новая Гвинея. С другой стороны, птицы могли оказаться на этих островах тогда, когда сами острова были расположены ближе к континенту.
Международный союз охраны природы относит австралийских совиных козодоев к видам, вызывающим наименьшие опасения, они встречаются по всей Австралии и являются самой распространённой птицей, ведущей ночной образ жизни на юго-востоке Нового Южного Уэльса. Вместе с тем, птицы редко встречаются в Тасмании, в частности отсутствуют в крайней части полуострова Кейп-Йорк и на островах Торресова пролива. Австралийские совиные козодои могут обитать в урбанизированных районах и даже выигрывают от небольшого вторжения человека в их среду обитания, однако высокий уровень урбанизации наносит вред птицам. Смертность австралийских совиных козодоев может быть связана с домашними кошками и варанами (Varanus), их сбивают на дорогах, или они получают ранения от колючей проволоки на заборах. Несмотря на это, численность птиц остаётся стабильной.

## Питание
Австралийские совиные козодои в основном питаются мелкими насекомыми. В рацион входят тараканы (Blattoptera), жуки (Coleoptera), уховёртки (Dermaptera), полужесткокрылые (Hemiptera), перепончатокрылые (Hymenoptera), бабочки (Lepidoptera) и прямокрылые (Orthoptera). В зимнее время в диете особенно заметны муравьи. Кроме того, австралийские совиные козодои могут потреблять в пищу пауков и многоножек. В желудках птиц были обнаружены семена и остатки растений, но скорее всего они попали в пищу случайно. В неволе птицы съедают 6—15 г насекомых за ночь.
Птицы в основном ловят насекомых на ветке или в полёте, бросаясь за ними с присады, реже собирают на земле. На активность питания австралийских совиных козодоев могут оказывать влияние лунные циклы: обычно птицы более активны при лунном свете, чем в безлунные ночи, но разница очень небольшая. Кроме того, при ярком свете Луны возрастает риск быть пойманными другими хищниками.

## Размножение
Австралийские совиные козодои, по всей видимости, моногамны. Сезон размножения по всей Австралии проходит приблизительно в одни сроки, птицы откладывают яйца с августа по декабрь, в основном в октябре и ноябре. Для гнезда они создают насыпь из свежих листьев и кусочков коры на дне вертикального или горизонтального дупла, расположенного на высоте до 20 метров над землёй (обычно высота составляет 1—5 м). Строительством насыпи занимаются оба родителя, иногда она вовсе не создаётся. Глубина дупла обычно составляет 0,3—1 м, изредка до 3,5 м, а диаметр входного отверстия — 7—25 см. Обычно гнездо расположено в дереве или высоком пне, реже в упавшем бревне, заборном столбе, норе на берегу реки, или дыре в здании.
В кладке 3—5 белых яиц без пятен (обычно 4 яйца, реже — 3). Птицы откладывают яйца с интервалом в один-два дня, их насиживанием занимается самка в течение 25—27 дней. Возможно, на яйцах также сидит самец, но это не согласуется с исследованием шести гнёзд в Новом Южном Уэльсе. Согласно им, насиживанием в гнёздах занимались только птицы, отмеченные учёными, по одной для каждого гнезда, а одна из отмеченных птиц, скорее всего, самец, никогда не появлялась непосредственно на гнезде, но часто проводила время на деревьях рядом с ним. Размеры яиц составляют 27—32 × 21—23 мм. Птицы делают одну кладку, хотя в случае её потери яйца могут быть отложены повторно, информация о полноценной второй и третьей кладках не подтверждена.

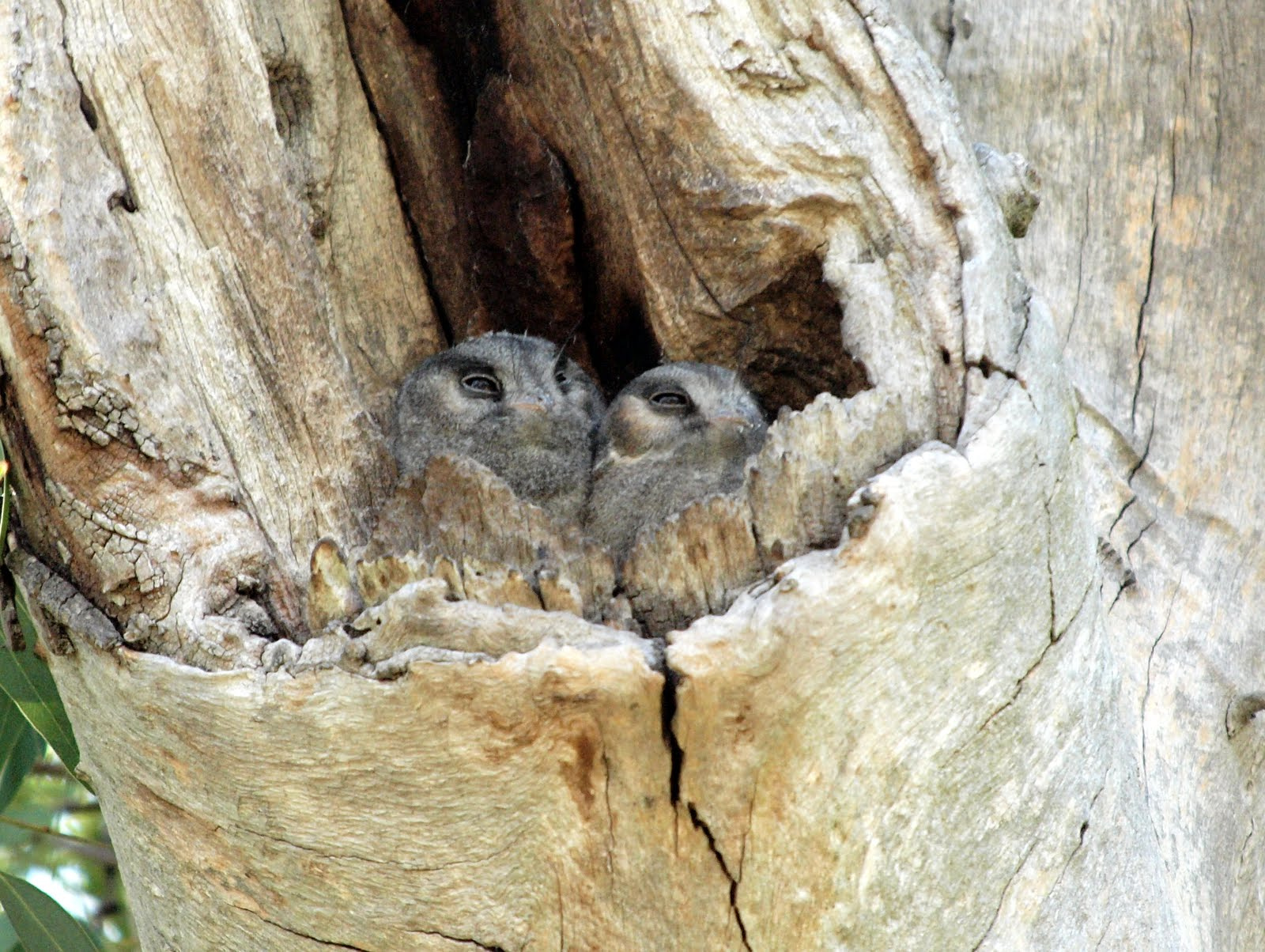
Птенцы в дупле

Вылупившиеся птенцы имеют густой длинный белый пух, который через 7 — 10 дней сменяется серым мезоптилем, а за неделю до вылета из гнезда сменяется ювенильным оперением. Заботой о птенцах занимаются оба родителя. На протяжении первых 4—5 дней они непрерывно сидят на гнезде, а к 8—12 дню прекращают чистку гнезда и насиживание (в других источниках указан только 8-й день). На 13-й день (через две или две с половиной недели) птенцы достигают взрослых размеров, но вылетают из гнезда только через 21—29 дней после появления на свет (до 32 дней, или до 35 дней в неволе). Птенцы растут очень быстро, прибавляя примерно 5 г в день в случае четырёх птенцов в гнезде, и родителям приходится часто кормить их. По консервативной оценке, родители должны собирать для кормления 40 г насекомых за ночь. Учёные не выяснили до конца, ухаживают ли австралийские совиные козодои за птенцами после того как последние вылетают из гнезда. Возможно, птицы остаются с родителями на несколько месяцев.
Комментарии о том, защищают ли взрослые птицы гнездо, разнятся. Одни исследователи утверждают, что сидящие на яйцах птицы не шипят и не защищают гнездо, если их потревожат, а улетают из дупла, или, реже, остаются тихо сидеть. Однако, согласно другим комментариям, птицы агрессивно защищают гнездо. Наблюдая за птицами в заповеднике Имбота (Imbota Nature Reserve) около Армидейла в Новом Южном Уэльсе в 2004—2006 годы, Лиза Душе (Lisa Doucette) отметила, что хотя птицы в основном не агрессивны и в основном пользуются своей защитной окраской, в крайнем случае они могут поднимать перья и расправлять одно или оба крыла. При этом птицы на гнезде издавали грубый тревожный сигнал, а не шипение, которое было отмечено только один раз в работе 1934 года. Самое агрессивное поведение совиных козодоев наблюдается в январе и феврале, по всей видимости, птицы охраняют территорию и недавно вылупившихся птенцов.
Как и у американского белогорлого козодоя (Phalaenoptilus nuttallii), успех кладки австралийского совиного козодоя очень низок. Исследования в Новом Южном Уэльсе показали, что выживаемость потомства сильно зависит от хищников: из семи взрослых птиц, мониторинг которых осуществляли в этом регионе во время сезона размножения с 15 августа 1996 по 6 января 1997 года, четыре подверглись нападению хищников, две исчезли, по всей видимости, по той же причине, а из шести гнёзд — четыре потерпели неудачу из-за атаки хищников на взрослых птиц, яйца или птенцов. В общей сложности, только шесть птенцов смогли прожить более 24 часов. На яйца, птенцов, да и на взрослых птиц могут охотится лисьи кузу (Trichosurus vulpecula) и средние сумчатые летяги (Petaurus norfolcensis). Сахарные сумчатые летяги (Petaurus breviceps), которые охотятся на маленьких птиц, могут представлять угрозу птенцам. Лиза Душе наблюдала атаку самца австралийского совиного козодоя, охраняющего птенца, вылетевшего из гнезда днём ранее, на сахарную сумчатую летягу. Взрослая птица кружила вокруг животного с открытым клювом и била его крыльями, иногда практически садясь ему на спину. Исследовательница отметила, что эти два вида могут конкурировать за места для ночёвки: несколько раз она отмечала что австралийские совиные козодои занимают дупла летяг, и наоборот. При этом летяги выстилают дупло, что в дальнейшем могут использовать совиные козодои.
Половой зрелости австралийские совиные козодои достигают на второй год, продолжительность жизни неизвестна.

## Систематика
Австралийский совиный козодой был впервые описан английским зоологом Джорджем Шоу (1751—1813) в 1790 году на основе экземпляра, полученного в Новом Южной Уэльсе в районе Сиднея. Описание было опубликовано в Journal of a Voyage to New South Wales ирландским хирургом и ботаником Джоном Уайтом (1756—1832), поэтому некоторые учёные приписывают его последнему. Изначально вид был отнесён к козодоям и получил название Caprimulgus cristatus.
Учёные формируют малых совиных козодоев в отдельную группу внутри семейства. К ней принадлежат австралийские совиные козодои, полосатые совиные козодои (Aegotheles bennettii), горные совиные козодои (Aegotheles albertisi) и совиные козодои Уоллеса (Aegotheles wallacii). Вместе эта группа считается сестринской по отношению к молуккским совиным козодоям (Aegotheles crinifrons). Австралийские совиные козодои находятся в близком родстве с полосатыми совиными козодоями (включая Aegotheles terborghi) и Aegotheles affinis, в разное время учёные считали их конспецифическими видами. Разделение полосатых и австралийских совиных козодоев было подтверждено, когда на острове Новая Гвинея нашли представителей австралийского вида. Aegotheles affinis долгое время считали подвидом либо австралийского совиного козодоя, например, в работе канадского орнитолога Остина Лумера Рэнда (1905—1982) и американского орнитолога Эрнеста Томаса Гиллиарда (1912—1965), опубликованной в 1967 году, либо полосатого совиного козодоя, в работах Дэвида Холояка 2001 года и американского биолога Эрнста Майра (1904—2005) 1941 года; на основании молекулярных исследований американского биолога Джека Думбахера и других, опубликованных в 2003 году, этот таксон был выделен в отдельный вид. В 1945 году американский биолог Эрнст Майр отнёс черноспинного совиного козодоя (Aegotheles savesi) к австралийским совиным козодоям и дал этому виду ошибочное описание. Исследования американского орнитологов Сторрса Лавджоя Олсона опровергли такую классификацию и показали, что данный вид ближе к вымершему новозеландскому виду Aegotheles novaezealandiae. После них Aegotheles savesi стал рассматриваться как самостоятельный вид совиных козодоев.
Учёные выделяют от двух до восьми подвидов австралийского совиного козодоя. Северных птиц иногда выделяют в подвиды Aegotheles cristatus leucogaster и Aegotheles cristatus rufus, а птиц с острова Новая Гвинея — в подвид Aegotheles cristatus major, хотя их размеры лишь немногим отличаются от размеров австралийских совиных козодоев на севере Квинсленда. В литературе также встречаются подвиды Aegotheles cristatus murchisonianus из Западной Австралии, Aegotheles cristatus olivei из Квинсленда, Aegotheles cristatus melvillensis из Северных территорий, Aegotheles cristatus centralia с севера Южной Австралии. Международный союз орнитологов выделяет два подвида:
- Aegotheles cristatus cristatus Shaw, 1790 — юго-восток острова Новая Гвинея между реками Ориомо и Тарара в районе Порт-Морсби, Австралия;
- Aegotheles cristatus tasmanicus Mathews, 1918 — остров Тасмания.